# Nationale 1A 1986/87
Die Saison 1986/87 war die 65. Spielzeit der Nationale 1A, der höchsten französischen Eishockeyspielklasse. Meister wurde zum ersten Mal in der Vereinsgeschichte überhaupt der Mont-Blanc HC. Viry-Châtillon Essonne Hockey stieg in die zweite Liga ab.

## Modus
Die zehn Mannschaften absolvierten in der Hauptrunde jeweils 36 Spiele. Der Erstplatzierte der Hauptrunde wurde Meister. Der Letztplatzierte stieg in die zweite Liga ab. Für einen Sieg erhielt jede Mannschaft zwei Punkte, bei einem Unentschieden gab es ein Punkt und bei einer Niederlage null Punkte.

## Hauptrunde

### Tabelle
|     | Klub                          | Sp | S  | U | N  | T   | GT  | Punkte |
| --- | ----------------------------- | -- | -- | - | -- | --- | --- | ------ |
| 1.  | Mont-Blanc HC                 | 36 | 32 | 2 | 2  | 294 | 103 | 66     |
| 2.  | Français Volants              | 36 | 23 | 4 | 9  | 236 | 151 | 50     |
| 3.  | Gap Hockey Club               | 36 | 21 | 6 | 9  | 223 | 143 | 48     |
| 4.  | HC Amiens Somme               | 36 | 19 | 4 | 13 | 195 | 188 | 42     |
| 5.  | Ours de Villard-de-Lans       | 36 | 17 | 5 | 14 | 198 | 156 | 39     |
| 6.  | CSG Grenoble                  | 36 | 11 | 4 | 21 | 180 | 226 | 26     |
| 7.  | Chamonix Hockey Club          | 36 | 11 | 2 | 23 | 148 | 225 | 24     |
| 8.  | Diables Rouges de Briançon    | 36 | 10 | 3 | 23 | 164 | 262 | 23     |
| 9.  | Dragons de Rouen              | 36 | 9  | 4 | 23 | 171 | 237 | 22     |
| 10. | Viry-Châtillon Essonne Hockey | 36 | 9  | 2 | 25 | 185 | 303 | 20     |

Sp = Spiele, S = Siege, U = Unentschieden, N = Niederlagen